# Orrorin tugenensis
Orrorin tugenensis es una especie de homínido fósil encontrado en las proximidades de la localidad de Tugen, en el área montañosa central de la actual Kenia, por la paleoantropóloga francesa Brigitte Senut, el inglés Martin Pickford y colaboradores.
Como el descubrimiento se dio a conocer en 2001, en un principio se habló erróneamente de "Homo millenium", y aún se mantiene la denominación paralela "Millenium ancestor" para referirse al Orrorin tugenensis. Sin embargo, para la comunidad antropológica resultó patente desde un primer momento que esta especie no correspondía al género Homo, ni siquiera al conjunto de los australopitecinos. Las dataciones sitúan a Orrorin tugenensis entre 6,2 y 5,6 millones de años (Messiniense, Mioceno final).
La morfología de los Orrorin era notablemente similar a la de los actuales chimpancés, con una importante diferencia: la longitud y forma del húmero y del fémur, así como la disposición de la articulación con la pelvis, que evidencian que estos homínidos estaban capacitados para la bipedestación.
Otra característica morfológica muy interesante es su dentadura: con caninos pequeños y molares bastante grandes, se deduce que estos primates tenían una dieta principalmente herbívora y frugívora, aunque es muy probable que fueran omnívoros y obtuvieran sus proteínas alimentándose también de insectos.
La talla estimada de los ejemplares hallados es de 1,4 m.
El género Orrorin es, posiblemente, uno de los eslabones que ha derivado en el ser humano actual (Homo sapiens), y se considera también posible que sea descendiente directo de Sahelanthropus tchadiensis y ancestro directo de Ardipithecus.